# Madonna col Bambino tra i santi Girolamo e Francesco
La Madonna col Bambino tra i santi Girolamo e Francesco è un dipinto a olio su tavola (34x29 cm) di Raffaello Sanzio, databile tra il 1500 e il 1504 e conservato nella Gemäldegalerie di Berlino.

## Storia
L'opera era nella collezione Borghese a Roma, da dove venne ceduta al re di Prussia Federico Guglielmo III nel 1829. 
L'attribuzione a Raffaello è indiscussa e la datazione è in genere riferita agli stessi anni della Madonna Solly, con l'eccezione di Claudio Gamba che la ritiene leggermente anteriore, del 1499 e su disegno di Pinturicchio. Influenze pinturicchiesche vennero rilevate anche da Cavalcaselle e Longhi. In un periodo imprecisato l'opera venne estesamente restaurata.

## Descrizione
Maria è raffigurata a metà figura col Bambino in grembo, mentre ai lati si affacciano san Girolamo orante, vestito da cardinale, e san Francesco, col saio francescano. Lo sfondo è un paesaggio che si perde in lontananza con vedute di una città.
Sebbene la composizione e le fisionomie dei protagonisti rimandino strettamente ai modelli di Perugino, sebbene interpretato con austera semplicità, la cromia rivela quello splendore e quella profondità di chiaroscuro imputabile a Raffaello giovane. La decorazione con i motivi dorati e l'inclinazione di Maria, come già accennato, rimandano alle opere di Pinturicchio, come la Madonna della Pace e derivazioni.